# Leszek Pogan
Leszek Pogan (ur. 17 kwietnia 1953 w Opolu, zm. 25 lipca 2023) – polski polityk, samorządowiec, w latach 1994–2001 prezydent Opola, w latach 2001–2003 wojewoda opolski.

## Życiorys
Ukończył studia w Wyższej Szkole Pedagogicznej w Opolu, pracował jako asystent na tej uczelni. Był etatowym pracownikiem w strukturach Socjalistycznego Związku Studentów Polskich i Polskiej Zjednoczonej Partii Robotniczej.
W latach 90. wstąpił do Socjaldemokracji Rzeczypospolitej Polskiej, następnie został członkiem Sojuszu Lewicy Demokratycznej. Pracował w biurach poselskich parlamentarzystów SLD. Od 1994 do 2001 sprawował mandat radnego Opola i urząd prezydenta tego miasta. Od października 2001 do lutego 2003 w rządzie Leszka Millera pełnił funkcję wojewody opolskiego.
Był jednym z głównych oskarżonych w ramach tzw. opolskiej afery ratuszowej, dotyczącej szeregu przestępstw korupcyjnych, których mieli się dopuszczać lokalni przedsiębiorcy oraz związani z SLD wysocy urzędnicy samorządowi w latach 1994–2002 (poza Leszkiem Poganem także m.in. jego następca na stanowisku prezydenta i ich zastępcy, w tym późniejsza marszałek województwa Ewa Olszewska).
W 2008 został prawomocnie skazany na karę 5 lat pozbawienia wolności i grzywnę w łącznej wysokości 150 tys. złotych. W innym procesie dotyczącym korupcji został skazany na karę 1,5 roku pozbawienia wolności. W październiku 2010 Sąd Okręgowy w Opolu wydał w jego sprawie wyrok łączny, wymierzając mu karę 6 lat pozbawienia wolności. W 2011 został warunkowo przedterminowo zwolniony.

## Odznaczenia
W 2000 otrzymał Złoty Krzyż Zasługi.